# Margaret Thomas
Margaret Thomas (nacida Margaret Cook; 23 de diciembre de 1842 - 24 de diciembre de 1929) fue una escritora de viajes, poeta y artista australiana nacida en Inglaterra. Thomas nació en Croydon, Surrey, hija de Thomas Cook, propietario de un barco. A veces se cita como su fecha de nacimiento 1843 y ella misma era inconsistente tanto en cuanto a su edad como a su fecha de nacimiento. También se ha descubierto que originalmente se llamaba Margaret Cook y solo más tarde cambió su apellido por el nombre de su padre.

## Carrera

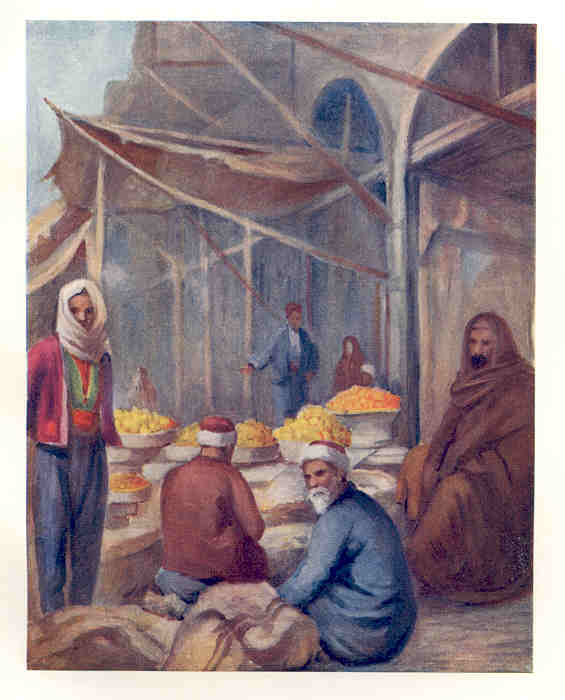
El bazar de frutas de Damasco, cuadro de Margaret Thomas reproducido en De Damasco a Palmira (1908) de John E. Kelman.

Margaret Cook se trasladó a Australia de la mano de sus padres en 1852. Más tarde estudió estudió escultura con Charles Summers en Melbourne. Expuso un retrato en medallón en la primera exposición de la Sociedad Victoriana de Bellas Artes celebrada en 1857. Thomas vivió en Richmond, Victoria, y expuso su obra regularmente.
Alrededor de 1867, Thomas viajó a Europa para continuar sus estudios. Tuvo un medallón expuesto en la exhibición de la Real Academia de Arte de 1868; después de estudiar durante tres años en Roma, obtuvo una beca en la Real Academia de Londres y en 1872 ganó la medalla de plata en escultura.
Entre 1868 y 1880, Thomas expuso sus pinturas (en su mayoría retratos) en la Real Academia. En 1880, Thomas escribió unas memorias de Charles Summers, su primer maestro, A Hero of the Workshop, y ese mismo año completó un busto de él para el salón del condado de Taunton. Posteriormente hizo bustos de Henry Fielding y otros hombres distinguidos de Somerset para el mismo condado. Comenzó a contribuir con versos a publicaciones periódicas y, en 1888, Douglas Sladen incluyó siete de sus poemas en su Australian Poets. También se cree que Thomas pintó una serie de acuarelas de Oriente Medio con un curioso monograma consistente en una «L» invertida o gamma griega (Γ) sobre una «M» gótica.
En 1888, Thomas abandonó Inglaterra para trasladarse a Bretaña y posteriormente a Roma, acompañada por su compañera de muchos años, Henrietta Pilkington (1848-1927). Durante la década de 1890 viajaron por todo Oriente Medio. Su libro A Scamper through Spain and Tangier (1892) estaba dedicado a «Mi querida amiga, la compañera de estas andanzas». Este libro y Two Years in Palestine and Syria (1899), fueron ilustrados por la autora. En 1902 apareció un interesante librito, Denmark Past and Present, al que siguieron How to Judge Pictures (1906) y una colección de sus versos, A Painter's Pastime (1908).
En 1911 apareció la que posiblemente fue su obra más valiosa, How to Understand Sculpture. Otro volumen de versos, Friendship, Poems in Memoriam, se publicó en 1927 después de la muerte de Henrietta Pilkington. Realizó un gran número de ilustraciones en color para rom Damascus to Palmyra, de John Kelman (1908). Thomas no se casó, aunque pasó gran parte de su vida adulta con Henrietta Pilkington. La pareja se mudó a Norton, Hertfordshire, en 1911, y vivieron en una cabaña conocida como Countryside en Croft Lane, donde Thomas murió el 24 de diciembre de 1929, el día después de su 87 cumpleaños. Fue enterrada con Pilkington, que había muerto dos años antes, en el cementerio de Norton. Varias de sus esculturas y 27 de sus pinturas se encuentran en las colecciones del Museo de North Hertfordshire, que también conserva obras de Pilkington.

## Australia
El cuadro de Charles Summers realizado por Margaret Thomas en torno a 1879 fue el primer retrato de un artista australiano que ingresó a la colección de la Galería Nacional de Victoria; en particular, también fue la primera pintura al óleo de una artista australiana adquirida por la Galería Nacional de Victoria en 1881. El retrato al óleo de Thomas de Charles Summers y un retrato en medallón de Redmond Barry se encuentran en la colección histórica de la Biblioteca Estatal de Victoria, en Melbourne.
| Redmond Barry |
| Redmond Barry |

| Charles Summers |
| Charles Summers |